# Tomasz Rogoziński
Tomasz Rogoziński – polski leśnik, doktor habilitowany nauk rolniczych, profesor na Uniwersytecie Przyrodniczym w Poznaniu, specjalista od drzewnictwa oraz mechanicznej technologii drewna.

## Kariera naukowa
W 1998 roku na Uniwersytecie Przyrodniczym w Poznaniu uzyskał tytuł magistra inżyniera. W tym samym roku został zatrudniony na tejże uczelni, a w 2006 roku na jej Wydziale Technologii Drewna uzyskał stopień doktora nauk rolniczych w zakresie drzewnictwa na podstawie rozprawy pt. Badania oporów przepływu powietrza o zmiennej wilgotności przez warstwę pyłu drzewnego na włókninach filtracyjnych, której promotorem był Stanisław Dolny. W 2019 roku ten sam wydział nadał mu stopień doktora habilitowanego nauk rolniczych w dyscyplinie nauk leśnych na podstawie pracy pt. Filtracyjne oczyszczanie powietrza z pyłów drzewnych.